# صافا

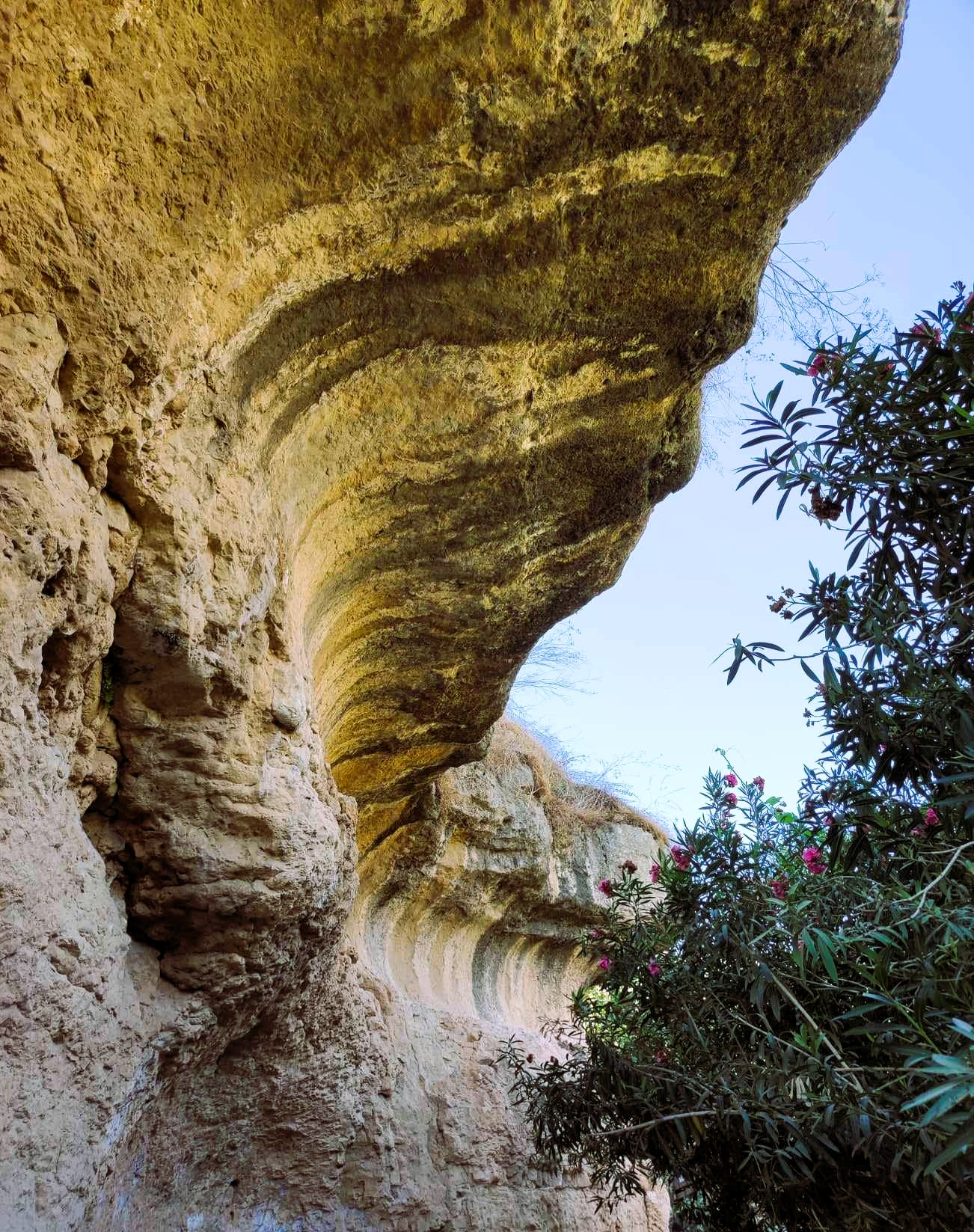
شكل الصخور في صافا

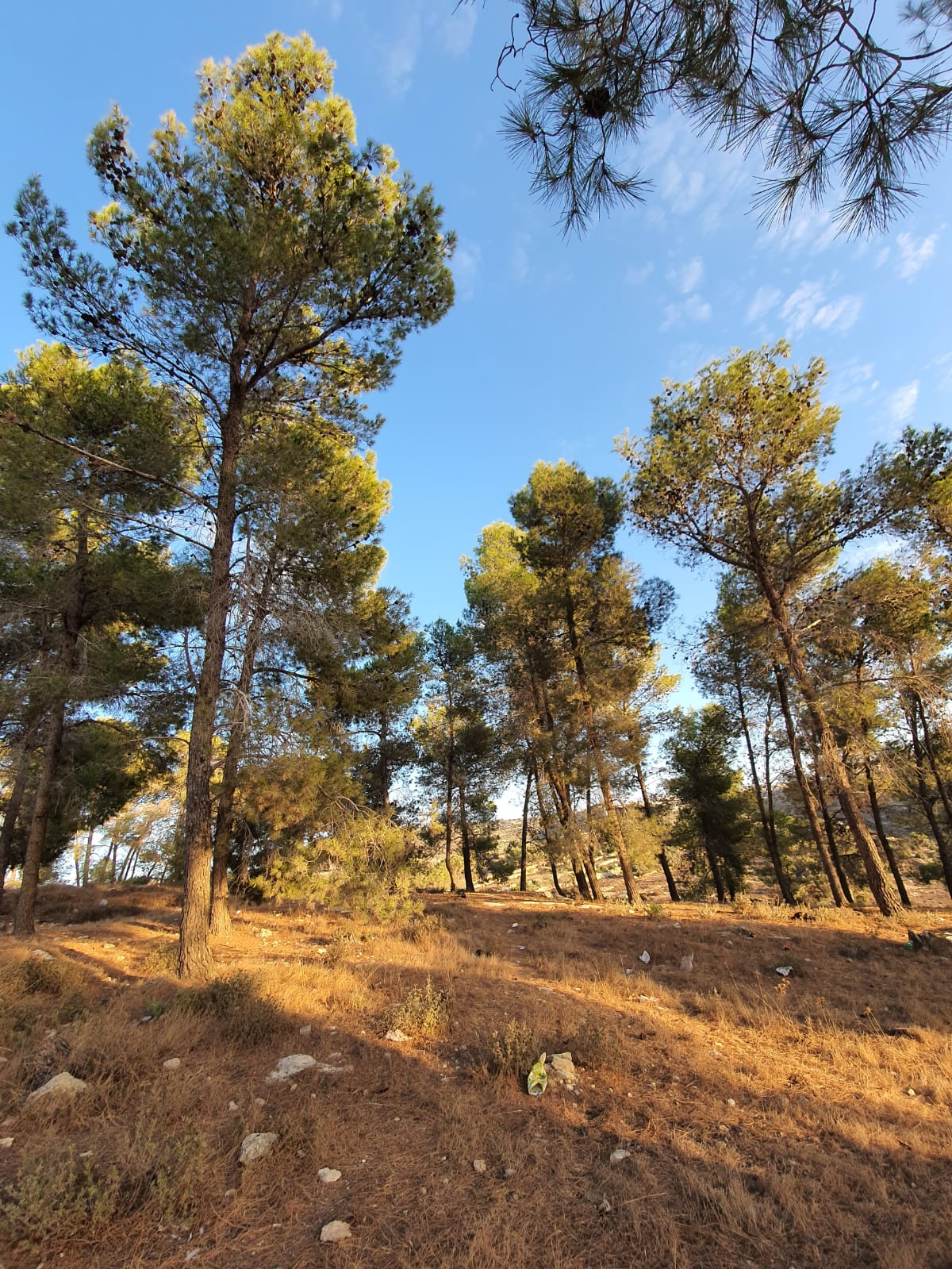
أحراش صافا

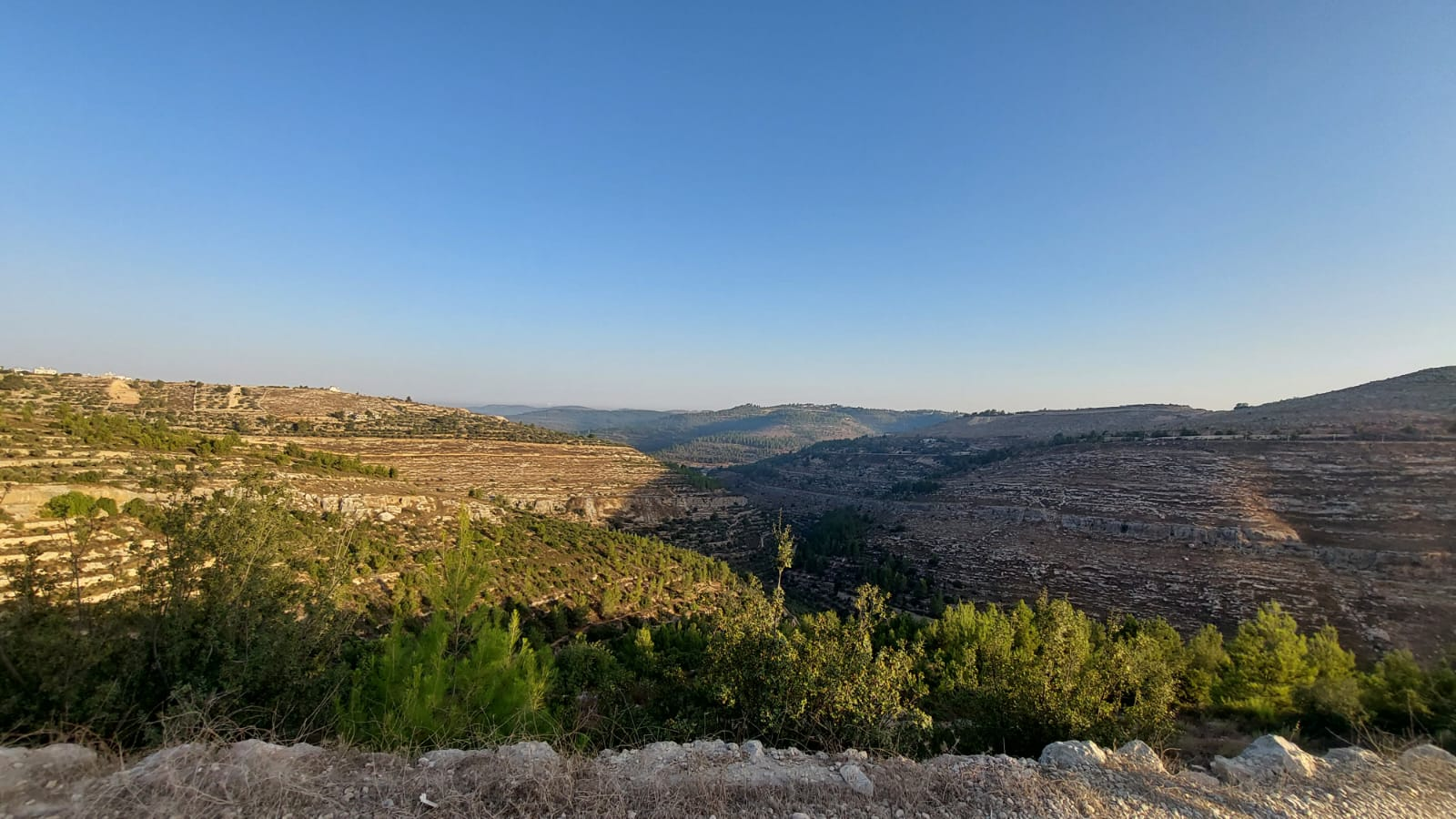
أحراش صافا

صافا هي قرية تقع على بعد 12 كم شـمال مدينة الخليل، وترتفع عن سطح البحر حوالي 650 م، وتبلغ مساحة المنطقة المبنية 78 دونماً، ويحيط بها أراضي صوريف، وبيت أمر. ويوجد في صافا 5 ينابيع للماء، يقدر عددسكانها حوالي 2000 نسمة .
```
وفي صافا أكثر من قدموا ارواحهم لفلسطيـــن ومن لا يعرف الابطال الذين استشهدوا في صافا والذين سكنوا في صافا منهم يحيى عياش وجمال عادي ومن قدموا انفسهم بالاسر موسى اخليل 1 مؤبد ومضر أبو دية 1 مؤبد و 5 سنوات وموسى الطيط 2 مؤبد الله يفك اسرهم 
```

بقلم مروان اخليل